# پراویتس اوبری
پراویتس اوبری (سوئدی: Prawitz Öberg; ۱۶ نوامبر ۱۹۳۰ – ۴ نوامبر ۱۹۹۵) بازیکن فوتبال اهل سوئد بود.
از باشگاه‌هایی که در آن بازی کرده‌است می‌توان به باشگاه فوتبال مالمو اشاره کرد.
وی همچنین در تیم ملی فوتبال سوئد بازی کرده‌است.